# Кинг Сити (Мисури)
Кинг Сити (енгл. King City) град је у америчкој савезној држави Мисури.

## Демографија
По попису из 2010. године број становника је 1.013, што је 1 (0,1%) становника више него 2000. године.
| Група             | 2000.       | 2010.       |
| Белци             | 989 (97,7%) | 988 (97,5%) |
| Афроамериканци    | 2 (0,2%)    | 1 (0,1%)    |
| Азијати           | 0 (0,0%)    | 3 (0,3%)    |
| Хиспаноамериканци | 11 (1,1%)   | 11 (1,1%)   |
| Укупно            | 1.012       | 1.013       |